# Флаг Стадницкого сельского поселения
Флаг муниципального образования Стадницкое сельское поселение Семилукского муниципального района Воронежской области Российской Федерации — опознавательно-правовой знак, служащий официальным символом муниципального образования.
Флаг утверждён 22 октября 2012 года решением Совета народных депутатов Стадницкого сельского поселения № 125 и 26 декабря 2012 года внесён в Государственный геральдический регистр Российской Федерации с присвоением регистрационного номера 8017.

## Описание
«Прямоугольное двухстороннее полотнище с отношением ширины к длине 2:3, составленное из четырёх равных прямоугольных частей, чёрно-серого и зелёного цвета вверху и зелёного и чёрно-серого цвета внизу. В середине полотнища изображена лежащая жёлтая дуда, а в середине каждой части: на чёрно-сером — жёлтая подкова, на зелёном — жёлтый колокольчик (все фигуры из герба Стадницкого сельского поселения)».

## Обоснование символики
Флаг Стадницкого сельского поселения разработан на основе герба Стадницкого сельского поселения.
Стадница — село, центр сельского поселения, расположенное на речке Серебрянке (бывшая река Землянка), в 46 км от райцентра города Семилуки. В поселение входит село Кондрашовка. Стадница основана в 1770 году однодворцами города Землянска, переселившимися на места пастьбы скота. Отсюда и название поселения («стадница» — держать стада).
Пастушья дудочка, колокольчики и подковы — атрибуты сельской жизни (атрибуты стада, табуна), гласно указывающие на название села и поселения:
— колокольчики — аллегория коровьего стада, пасущегося на зелёном лугу;
— подковы на чёрном поле — аллегория табунов лошадей пасущихся в ночном. Подковы — символ счастья и удачи;
— попарное изображение фигур (две подковы, два колокольчика) и участков поля (два чёрных и два зелёных) — символизируют поселение как состоящее из 2-х населённых пунктов.
Полотнище флага, составленное из чередующихся участков чёрного и зелёного цвета, — аллегория вспаханных чернозёмов и зелёных лугов.
Чёрный цвет символизирует благоразумие, мудрость, скромность, честность.
Зелёный цвет символизирует весну, здоровье, природу, молодость и надежду.
Жёлтый цвет (золото) — символ высшей ценности, величия, богатства, урожая.